# Carlo Grande (scrittore)
Carlo Grande (Torino, 10 febbraio 1957) è uno scrittore, sceneggiatore e giornalista italiano.

## Biografia
Collabora con il Fatto quotidiano, ha lavorato per La Stampa e collaborato con varie testate, da D La Repubblica delle donne a Diario e L'Indice, occupandosi di cultura e ambiente, ecologia. Già direttore responsabile della rivista di Italia Nostra, prima associazione ambientalista nata in Italia, ha collaborato con la scuola Holden. Ha esordito nel 2000 con i racconti I cattivi elementi (Fernandel), menzione speciale ai Premi "Stresa" ed "Elsa Morante" e Premio Cocito-Montà d'Alba. Con il romanzo storico La via dei Lupi (Ponte alle Grazie 2002, Tea 2006), storia vera di un ribelle del Trecento, ha vinto il premio Grinzane Civiltà della Montagna e il Premio San Vidal a Venezia. Nel 2004 è uscito il romanzo La cavalcata selvaggia (Ponte alle Grazie, ripubblicato nei tascabili Tea nel 2009), nel 2006 Padri. Avventure di maschi perplessi. Terre alte. Il libro della montagna (Ponte alle Grazie), è uscito nel 2008. Nello stesso anno ha partecipato al Festival della Mente di Sarzana. 
Con Fredo Valla, regista e sceneggiatore candidato nel 2008 al David di Donatello, e con Barbara Allemand, ha scritto la sceneggiatura del suo primo romanzo, La via dei lupi.
Sul sito della Stampa ha curato un blog dedicato alla creatività: www.lastampa.it/grande

## Pubblicazioni e attività
- 1992 "Torino verde" (l'Arciere)
- 1998 un suo racconto vince il Premio letterario Teramo per inediti (presidente di giuria Giuseppe Pontiggia).
- 1999 un suo racconto vince il Premio letterario "Brera".
- 2000 pubblica il libro di racconti "I cattivi elementi" (Fernandel), menzione speciale ai Premi "Stresa" ed "Elsa Morante", Premio Cocito-Montà d'Alba (in giuria Guido Davico Bonino e Giovanni Tesio).
- 2001 pubblica "Torino" (Priuli & Verlucca)
- 2002 pubblica il romanzo storico "La via dei Lupi" (Ponte alle Grazie), storia vera (basata su documenti d'archivio inediti) di un "Bravehart" italiano del Trecento costretto per dodici anni a vivere nelle foreste e sulle montagne. "La via dei lupi" ha finora ha realizzato cinque edizioni e venduto circa 25 000 copie, ha vinto il premio Grinzane Civiltà della Montagna e il Premio "San Vidal", a Venezia (presidente della giuria Umberto Galimberti). Il romanzo è stato presentato da Fredo Valla e alla Fiera del Libro di Torino da Igor Man e Massimo Gramellini, a Milano da Vittorio Messori e Vincenzo Consolo, a Roma da Filippo Ceccarelli e Silvia Ronchey, in Provincia di Torino da Alessandro Barbero e Giuseppe Sergi.
- 2004 pubblica "La cavalcata selvaggia" (Ponte alle Grazie), la storia (vera, anch'essa tratta da documenti in buona parte inediti e da interviste) dei diecimila ufficiali italiani catturati dagli inglesi in Africa, durante la II guerra mondiale, e portati in India, ai piedi dell'Himalaya, nel campo di concentramento di Yol. Presentato alla Fiera del Libro di Torino da Igor Man e Giovanni De Luna. Recensito tra gli altri da Mario Rigoni Stern, e segnalato al premio Campiello dall'ambasciatore Antonio Puri Purini. Presentato con Giuseppe Cederna al Festival degli autori di Cuneo.
- 2006 pubblica la raccolta di racconti "Padri. Avventure di maschi perplessi" (Ponte alle Grazie) che indaga il rapporto genitori/figli e la crisi di autorità che vivono i maschi. Presentato a Torino con Luigi Zoja, Elena Loewenthal e Giampaolo Ormezzano. "La via dei lupi" esce nei tascabili Tea.
- 2008 pubblica "Terre alte", presentato al Festival della Mente di Sarzana, a Torino da Fredo Valla, Alessandro Barbero e Marco Aime, a Roma da Giuseppe Cederna. "La cavalcata selvaggia" esce nei tascabili Tea
- 2009 Nel mese di agosto Alessandro Haber recita in "Uomini e lupi", basato in particolare su letture de "La via dei lupi" e "La cavalcata selvaggia".
- 2010  Collabora con Fredo Valla per il doc-film "Sono gli uomini che rendono le terre vive e care", sul monastero di Pra d'Mill, ai piedi del Monviso
- 2011 Scrive, in collaborazione con Sonia Belforte, la pièce "Tango adentro", rappresentata a Torino in occasione dei campionati europei di tango. Scrive per Giorgio Conte il testo di "Gèo", canzone dedicata al pioniere del volo Geo Chavez che compare nel nuovo album del cantautore: "Come Quando Fuori Piove"
- 2012 Tiene un corso di Scrittura creativa con l'Associazione culturale Marcovaldo, lezioni realizzate con il contributo dell'Unione Europea nell'ambito del programma Alcotra 2007-2013 – progetto D3 “Itinerari culturali”.
- 2013 Realizza a Los Angeles il docfilm “Last Angeles” dedicato a Hollywood e al cinema, fabbrica dei sogni.[1]
- 2016 Adler & Associates Entertainment, distributore-produttore di Los Angeles, chiede di distribuire "Last Angeles"
- 2017 e 2018 conferenze e spettacolo ("Walking Bass & Burning Violins" al Jazz Club) per "Torino Spiritualità"[2]. Adler & Associates Entertainment (Los Angeles) distribuisce il suo doc film "Last Angeles", proiettato nel marzo 2018 al Cinema Massimo di Torino su iniziativa di Piemonte Movie e Museo del Cinema. Un gruppo di giovani produttori indipendenti torinesi inizia a lavorare a un film su "La via dei lupi", basato sulla sceneggiatura scritta con Fredo Valla.
- 2020 Pubblica per Donzelli un suo saggio sull'acqua nei suoi romanzi e sulle montagne italiane, fa parte dell'antologia "Le vie dell'acqua" con interventi di sette scrittori tra cui Giuseppe Lupo, Raffaele Nigro, Laura Pariani, Laura Bosio.
- 2021 Pubblica "Il giardino incantato. Un viaggio dell’anima dalle Alpi occidentali alle colline delle Langhe e del Monferrato" (Ets).
- 2022 Pubblica "Tutt'intorno è Francia. Grand tour sentimentale dalle brume di Calais alla luce di Marsiglia" (TS), narrazione di viaggio sulla cultura dell'Esagono.

In preparazione
- "La via dei lupi", film lungometraggio, in attesa di un produttore.